# イオン三原店
イオン三原店（イオンみはらてん）は、広島県三原市城町にあるイオンリテール株式会社が運営・管理する総合スーパー (GMS)。

## 概要
1969年10月25日、地元のスーパーマーケットチェーン『やまてや』が『やまてや三原店』を開店。その店舗のスクラップアンドビルドを行い、山陽ジャスコが運営する『旧・ジャスコ三原店』が1972年（昭和47年）11月2日に開店した。そして、再度スクラップアンドビルドを行い、1989年（平成元年）7月、現在地に移転オープンした。
2011年（平成23年）3月1日に運営会社のイオンリテール株式会社が株式会社マイカルを吸収合併し、ジャスコとサティがイオンに統一されたことに伴い、当店もジャスコ三原店から現在のイオン三原店に変更された。

## 沿革
- 1969年（昭和44年）10月25日 - やまてや運営の「やまてや三原店」として開店。
- 1972年（昭和47年）11月2日 - スクラップアンドビルドにより山陽ジャスコ運営の「旧：ジャスコ三原店」として開店。
- 1989年（平成元年）7月28日 - スクラップアンドビルドにより現在地に移転開店。
- 1993年（平成5年）11月 - 運営が本体会社のジャスコへ譲渡。
- 2008年（平成20年）8月21日 - イオン（旧・ジャスコ）の純粋持株会社化に伴い、運営が事業子会社のイオンリテールに移管。
- 2011年（平成23年）3月1日 - GMS事業の再編に伴い、「イオン三原店」へ店名変更[7]。
- 2014年（平成26年）10月30日 - 全館を改装してリニューアルオープン[8]。

## フロアとテナント

### フロア概要
核店舗のイオン三原店と約44の専門店で構成される。旧館の屋上駐車場は現在閉鎖中の為、利用不可となっている。
| 階  | フロア概要                               |
| --- | ---------------------------------------- |
| R階 | 屋上駐車場(旧館) ［閉鎖］                |
| 3階 | 屋内駐車場(旧館)                         |
| 2階 | キッズと暮らしのフロア・屋上駐車場(新館) |
| 1階 | 食品とファッションのフロア               |

### 主なテナント
1階
- ハニーズ（レディス）
- Right-on EX（ファミリー）
- ラパックスワールド（靴・雑貨）
- シューラルー（雑貨）
- 四六時中（レストラン）
- ソフトバンク（携帯ショップ）

フードコート内店舗
- サイゼリヤ（レストラン）
- たこ風船（たこ焼き）
- カフェエクラン（カフェ）

2階
- 啓文社（書籍・ビデオ）
- キャンドゥ（100円ショップ）
- カーブス（フィットネス）
- モーリーファンタジー（アミューズメント）

別棟
- モスバーガー（ファストフード）
- チャンスセンター（宝くじ）

※専門店情報は2024年12月現在
出店テナント全店の一覧詳細情報は公式サイト「専門店」「フロアガイド」を、営業時間およびATMを設置している金融機関の詳細は公式サイト「営業時間」を参照。

## アクセス
広島県道55号線 尾道三原線沿いに位置している。
鉄道
- 西日本旅客鉄道（JR西日本）三原駅から約8分、糸崎駅から約24分。

自動車
- 木原道路 - 糸崎ランプより約10分
- 山陽自動車道 - 三原久井ICより約19分

駐車場
当施設の駐車場は、853台利用可能である。
| 施設駐車場          | 駐車台数 | 駐車可能時間 | 備考                 |
| ------------------- | -------- | ------------ | -------------------- |
| 新館 平面駐車場     | 158      | 7:45 - 22:00 |                      |
| 新館 屋上駐車場     | 223      | 9:00 - 21:00 | 高さ制限2.3m         |
| 西側平面駐車場      | 216      | 9:00 - 22:00 |                      |
| 旧館 ３階屋内駐車場 | 256      | 9:30 - 22:00 | 高さ制限2.3m         |
| 旧館 屋上駐車場     | 294      | 利用不可     | 閉鎖中、高さ制限2.3m |

## 周辺
- 三原郵便局
- 広島銀行 三原支店
- 三原市立中央図書館